# Lâm Lễ
Lâm Lễ (chữ Hán giản thể: 临澧县, Hán Việt: Lễ huyện) là một huyện thuộc địa cấp thị Thường Đức, tỉnh Hồ Nam, Cộng hòa Nhân dân Trung Hoa. Huyện Lâm Lễ nằm ở phía bắc tỉnh Hồ Nam. Huyện này có diện tích 1.210  km², dân số năm 2002 là 440.000 người. Lâm Lễ có GDP năm 2003 là 3 tỷ nhân dân tệ.

## Hành chính
Huyện Lâm Lễ được chia ra 18 hương trấn, 341 thôn và uỷ ban dân cư.